# Torneo Bicentenario 2010 Liga Premier de Ascenso
El Torneo Bicentenario 2010 de la Liga Premier de Ascenso fue el 26º corto que cerró la LXI temporada de la Segunda División. Contó con la participación de 38 equipos. La Universidad del Fútbol se proclamó campeona de la categoría tras vencer a las Chivas Rayadas. Al repetirse el mismo campeón que en el torneo previo no hubo necesidad de jugar una final para definir el campeón de la temporada, por otro lado, debido a que el conjunto bicampeón no contaba con la certificación para promocionar a la Liga de Ascenso al ser un equipo filial de un club en categoría mayor, ese boleto le fue entregado al Altamira Fútbol Club, equipo con el segundo mejor promedio en la temporada 2009-10.
En un principio estaba contemplada la participación del conjunto Cuervos Negros de Zapotlanejo, sin embargo fue desafiiado por la Federación Mexicana de Fútbol al finalizar la temporada, pero sus partidos fueron declarados como anulados en este torneo. Al finalizar el ciclo futbolístico también fueron desaparecidos administrativamente los equipos Petroleros de Salamanca y Zorros de Reynosa, por este motivo, los conjuntos Excélsior y Cuautitlán, quienes descendieron deportivamente a la Liga de Nuevos Talentos permanecen en esta categoría durante la temporada 2010-11.

## Sistema de competición
El sistema de competición de este torneo es el mismo del Torneo Apertura 2009. Este se desarrolla en dos fases:
- Fase de calificación: que se integra por las 13 o 15 jornadas del torneo.
- Fase final: que se integra por los partidos de ida y vuelta en rondas de octavos, cuartos de final, de semifinal y final.

### Fase de calificación
En la fase de calificación se observará el sistema de puntos. La ubicación en la tabla general está sujeta a lo siguiente:
En la fase de calificación se observará el sistema de puntos, apareciendo en los calendarios de juego 
primero el nombre del club local seguido del nombre del club visitante. 
La ubicación en las Tablas de Clasificación por Grupo estará sujeta al número de puntos obtenidos en 
cada partido de acuerdo al resultado. 
- Por juego ganado: 3 puntos
  - Si el equipo visitante gana el juego por diferencia de dos goles, se le otorgará 1 punto adicional. Aplica únicamente para partidos jugados; no aplica para partidos ganados por motivo de resolución.

- Por juego empatado: 1 punto
  - Tratándose de empates a dos o más goles, será obligatoria la participación de los Equipos participantes en una serie de tiros penales, conforme al criterio establecido en el Artículo 31 del presente Reglamento; otorgándosele 1 punto adicional al Equipo que resulte ganador de dicha serie.

- Por juego perdido: 0 puntos

En esta fase participan los 38 Clubes de la Liga Premier de Ascenso jugando en cada grupo todos contra todos durante las jornadas respectivas, a un solo partido.
El orden de los clubes al final de la Fase de Calificación del torneo corresponderá a la suma de los puntos obtenidos por cada uno de ellos y se presentará en forma descendente. Si al finalizar las 13 o 15 jornadas del torneo, dos o más clubes estuviesen empatados en puntos, su posición en la Tabla general será determinada atendiendo a los siguientes criterios de desempate:
1. Mejor diferencia entre los goles anotados y recibidos.
2. Mayor número de goles anotados.
3. Marcadores particulares entre los Clubes empatados.
4. Mayor número de goles anotados como visitante.
5. Mejor ubicado en la Tabla general de cociente.
6. Tabla Fair Play.
7. Sorteo.

Para determinar los lugares que ocuparán los clubes que participen en la fase final del torneo se tomará como base la Tabla general de clasificación.
Participan automáticamente por el título de Campeón de la Liga Premier de Ascenso los primeros 5 lugares de cada grupo y el mejor sexto sitio (16 en total).

### Fase final
Los 16 clubes calificados para esta fase del torneo serán reubicados de acuerdo con el lugar que ocupen en la Tabla general al término de la jornada 12, con el puesto del número uno al club mejor clasificado, y así hasta el #16. Los partidos a esta fase se desarrollarán a visita, en las siguientes etapas:
- Octavos de final
- Cuartos de final
- Semifinales
- Final

Los clubes vencedores en los partidos de octavos, cuartos de final y semifinal serán aquellos que en los dos juegos anoten el mayor número de goles. De existir empate en el número de goles anotados, la posición se definirá a favor del club con mayor cantidad de goles a favor cuando actúe como visitante.
Si una vez aplicado el criterio anterior los clubes siguieran empatados, se observará la posición de los clubes en la Tabla general de clasificación.
Los partidos correspondientes a la fase final se jugarán obligatoriamente los días miércoles y sábado, y jueves y domingo eligiendo, en su caso, exclusivamente en forma descendente, los cuatro Clubes mejor clasificados en la Tabla general al término de la jornada 12, el día y horario de su partido como local. Los siguientes cuatro Clubes podrán elegir únicamente el horario.
El Club vencedor de la Final y por lo tanto Campeón, será aquel que en los dos partidos anote el mayor número de goles. Si al término del tiempo reglamentario el partido está empatado, se agregarán dos tiempos extras de 15 minutos cada uno. De persistir el empate en estos periodos, se procederá a lanzar tiros penales hasta que resulte un vencedor.
Los partidos de Octavos de final se sortearán al finalizar el torneo regular, tomando siempre como equipos locales los que se encuentren en la mejor posición en la tabla respecto al rival.
Los partidos de cuartos de final se jugarán de la siguiente manera:
Llave 3 vs Llave 4
Llave 5 vs Llave 6
En las semifinales participarán los cuatro clubes vencedores de cuartos de final, reubicándolos del uno al cuatro, de acuerdo a su mejor posición en la Tabla general de clasificación al término de la jornada 15 del Torneo correspondiente, enfrentándose:
Disputarán el título de Campeón de los Torneos Apertura 2009 y Bicentenario 2010 los dos clubes vencedores de la fase semifinal correspondiente, reubicándolos del uno al dos, de acuerdo a su mejor posición en la Tabla general de clasificación al término de las jornadas de cada torneo.

## Equipos participantes

### Zona Sur
| Equipo                     | Ciudad                         | Estadio                               |
| -------------------------- | ------------------------------ | ------------------------------------- |
| Albinegros de Orizaba      | Orizaba, Veracruz              | Socum                                 |
| Atlético Tapatío           | Chalco, Estado de México       | Arreola                               |
| Cuautitlán                 | Cuautitlán, Estado de México   | Los Pinos                             |
| ECA Norte                  | Tecámac, Estado de México      | Mariano Matamoros                     |
| Guerreros de Acapulco      | Acapulco, Guerrero             | Unidad Deportiva Acapulco             |
| Inter Playa del Carmen     | Playa del Carmen, Quintana Roo | Mario Villanueva Madrid               |
| Ocelotes UNACH             | Tapachula, Chiapas             | Olímpico de Tapachula                 |
| Potros de la UAEM          | Toluca, Estado de México       | Universitario Alberto "Chivo" Córdoba |
| Pumas Naucalpan            | México, D.F.                   | La Cantera                            |
| Tecamachalco               | México, D.F.                   | Neza 86                               |
| Tiburones Rojos de Córdoba | Córdoba, Veracruz              | Rafael Murillo Vidal                  |
| Universidad del Fútbol     | San Agustín Tlaxiaca, Hidalgo  | Hidalgo                               |

### Zona Central
| Equipo                     | Ciudad                       | Estadio                        |
| -------------------------- | ---------------------------- | ------------------------------ |
| Altamira FC                | Altamira, Tamaulipas         | Altamira                       |
| Atlético San Juan          | San Juan del Río, Querétaro  | Unidad Deportiva Maquío        |
| Bravos de Nuevo Laredo     | Nuevo Laredo, Tamaulipas     | Unidad Deportiva Benito Juárez |
| Celaya FC                  | Celaya, Guanajuato           | Miguel Alemán Valdés           |
| Cruz Azul Jasso            | Jasso, Hidalgo               | 10 de diciembre                |
| Cuervos Negros Zapotlanejo | Zapotlanejo, Jalisco         | Miguel Hidalgo                 |
| FC Excélsior               | Salinas Victoria, Nuevo León | Centro Deportivo Soriana       |
| Irapuato FC                | Irapuato, Guanajuato         | Sergio León Chávez             |
| La Piedad                  | La Piedad, Michoacán         | Juan N. López                  |
| Petroleros de Salamanca    | Salamanca, Guanajuato        | Olímpico sección 24            |
| Querétaro B                | Querétaro, Querétaro         | Corregidora                    |
| Real Saltillo Soccer       | Saltillo, Coahuila           | Olímpico Francisco I. Madero   |
| Tampico Madero             | Tampico Madero, Tamaulipas   | Tamaulipas                     |
| Unión de Curtidores        | León, Guanajuato             | La Martinica                   |

### Zona Norte
| Equipo                            | Ciudad                         | Estadio                          |
| --------------------------------- | ------------------------------ | -------------------------------- |
| América Manzanillo                | Manzanillo, Colima             | Colima / Gustavo Vázquez         |
| Búhos de Hermosillo               | Hermosillo, Sonora             | Héroe de Nacozari                |
| Cachorros de la U. de G.          | Guadalajara, Jalisco           | Club U. de G. La Primavera       |
| Chivas Rayadas                    | Zapopan, Jalisco               | Verde Valle / La Preciosa        |
| Delfines de Los Cabos             | Los Cabos, Baja California Sur | Unidad Deportiva Los Cangrejos   |
| Deportivo Guamúchil               | Guamúchil, Sinaloa             | Coloso del Dique                 |
| Dorados de Los Mochis             | Los Mochis, Sinaloa            | Centenario LM                    |
| Dorados Fuerza UACH               | Chihuahua, Chihuahua           | Olímpico de la UACH              |
| Loros de la Universidad de Colima | Colima, Colima                 | Olímpico Universitario de Colima |
| Toros de Zacatecas                | Zacatecas, Zacatecas           | Francisco Villa                  |
| Vaqueros de Ixtlán                | Ixtlán del Río, Nayarit        | U.D. Roberto Gómez Reyes         |
| Zorros de Reynosa                 | Reynosa, Tamaulipas            | Unidad Deportiva Solidaridad     |

## Grupos

### Zona Sur
| Pos. | Equipo                     | Pts. | PJ | G  | E | P  | GF | GC | Dif. | Clasificación         |
| ---- | -------------------------- | ---- | -- | -- | - | -- | -- | -- | ---- | --------------------- |
| 1    | Universidad del Fútbol (C) | 37   | 13 | 12 | 1 | 0  | 38 | 9  | +29  | Liguilla de ascenso   |
| 2    | Potros UAEM                | 28   | 13 | 7  | 5 | 1  | 27 | 14 | +13  | Liguilla de ascenso   |
| 3    | Tiburones Rojos de Córdoba | 27   | 13 | 8  | 2 | 3  | 25 | 19 | +6   | Liguilla de ascenso   |
| 4    | Ocelotes UNACH             | 24   | 13 | 7  | 2 | 4  | 29 | 17 | +12  | Liguilla de ascenso   |
| 5    | Albinegros de Orizaba      | 22   | 13 | 5  | 4 | 4  | 19 | 12 | +7   | Liguilla de ascenso   |
| 6    | Pumas Naucalpan            | 22   | 13 | 5  | 4 | 4  | 22 | 20 | +2   |                       |
| 7    | Inter Playa del Carmen     | 21   | 13 | 6  | 2 | 5  | 16 | 18 | −2   |                       |
| 8    | Tecamachalco               | 17   | 13 | 5  | 2 | 6  | 15 | 19 | −4   |                       |
| 9    | Atlético Tapatío           | 17   | 13 | 4  | 3 | 6  | 21 | 33 | −12  |                       |
| 10   | ECA Norte                  | 12   | 13 | 3  | 2 | 8  | 17 | 26 | −9   |                       |
| 11   | Guerreros de Acapulco      | 11   | 13 | 2  | 3 | 8  | 11 | 20 | −9   |                       |
| 12   | Cuautitlán (D)             | 1    | 13 | 0  | 1 | 12 | 7  | 37 | −30  | Descenso de Categoría |

 Fuente: RSSSF

### Zona Central
| Pos. | Equipo                  | Pts. | PJ | G  | E | P  | GF | GC | Dif. | Clasificación         |
| ---- | ----------------------- | ---- | -- | -- | - | -- | -- | -- | ---- | --------------------- |
| 1    | Altamira F.C. (A)       | 34   | 14 | 10 | 3 | 1  | 39 | 12 | +27  | Liguilla de ascenso   |
| 2    | La Piedad               | 32   | 14 | 8  | 6 | 0  | 30 | 19 | +11  | Liguilla de ascenso   |
| 3    | Celaya F.C.             | 25   | 14 | 8  | 1 | 5  | 28 | 17 | +11  | Liguilla de ascenso   |
| 4    | Cruz Azul Jasso         | 24   | 14 | 6  | 4 | 4  | 29 | 25 | +4   | Liguilla de ascenso   |
| 5    | Bravos de Nuevo Laredo  | 23   | 14 | 6  | 3 | 5  | 23 | 21 | +2   | Liguilla de ascenso   |
| 6    | Irapuato F.C.           | 21   | 14 | 5  | 3 | 6  | 12 | 11 | +1   | Liguilla de ascenso   |
| 7    | Querétaro F.C. "B"      | 21   | 14 | 4  | 6 | 4  | 20 | 20 | 0    |                       |
| 8    | Unión de Curtidores     | 19   | 14 | 6  | 1 | 7  | 25 | 20 | +5   |                       |
| 9    | Real Saltillo Soccer    | 18   | 14 | 4  | 3 | 7  | 12 | 20 | −8   |                       |
| 10   | Tampico Madero          | 17   | 14 | 4  | 3 | 7  | 13 | 23 | −10  |                       |
| 11   | F.C. Excélsior (D)      | 15   | 14 | 4  | 2 | 8  | 18 | 27 | −9   | Descenso de Categoría |
| 12   | Atlético San Juan       | 12   | 14 | 3  | 2 | 9  | 14 | 30 | −16  |                       |
| 13   | Petroleros de Salamanca | 9    | 14 | 2  | 2 | 10 | 18 | 33 | −15  |                       |

 Fuente: RSSSF

### Zona Norte
| Pos. | Equipo                            | Pts. | PJ | G | E | P  | GF | GC | Dif. | Clasificación       |
| ---- | --------------------------------- | ---- | -- | - | - | -- | -- | -- | ---- | ------------------- |
| 1    | Loros de la Universidad de Colima | 30   | 13 | 8 | 4 | 1  | 28 | 12 | +16  | Liguilla de ascenso |
| 2    | Dorados Los Mochis                | 28   | 13 | 6 | 6 | 1  | 17 | 11 | +6   | Liguilla de ascenso |
| 3    | Búhos de Hermosillo               | 25   | 13 | 6 | 5 | 2  | 27 | 19 | +8   | Liguilla de ascenso |
| 4    | Chivas Rayadas                    | 24   | 13 | 8 | 0 | 5  | 23 | 15 | +8   | Liguilla de ascenso |
| 5    | Delfines de Los Cabos             | 21   | 13 | 6 | 3 | 4  | 20 | 16 | +4   | Liguilla de ascenso |
| 6    | América Manzanillo                | 20   | 13 | 5 | 3 | 5  | 26 | 21 | +5   |                     |
| 7    | Vaqueros de Ixtlán                | 20   | 13 | 5 | 4 | 4  | 7  | 10 | −3   |                     |
| 8    | Deportivo Guamúchil               | 19   | 13 | 5 | 3 | 5  | 20 | 23 | −3   |                     |
| 9    | Dorados Fuerza UACH               | 18   | 13 | 4 | 4 | 5  | 16 | 17 | −1   |                     |
| 10   | Cachorros U. de G.                | 13   | 13 | 3 | 3 | 7  | 18 | 25 | −7   |                     |
| 11   | Zorros de Reynosa                 | 10   | 13 | 2 | 2 | 9  | 10 | 31 | −21  |                     |
| 12   | Toros de Zacatecas                | 7    | 13 | 2 | 1 | 10 | 5  | 17 | −12  |                     |

 Fuente: RSSSF

## Tabla general
| Pos. | Equipo                            | Pts. | PJ | G  | E | P  | GF | GC | Dif. | Clasificación         |
| ---- | --------------------------------- | ---- | -- | -- | - | -- | -- | -- | ---- | --------------------- |
| 1    | Universidad del Fútbol (C)        | 37   | 13 | 12 | 1 | 0  | 38 | 9  | +29  | Liguilla de ascenso   |
| 2    | Altamira F.C. (A)                 | 34   | 14 | 10 | 3 | 1  | 39 | 12 | +27  | Liguilla de ascenso   |
| 3    | La Piedad                         | 32   | 14 | 8  | 6 | 0  | 30 | 19 | +11  | Liguilla de ascenso   |
| 4    | Loros de la Universidad de Colima | 30   | 13 | 8  | 4 | 1  | 28 | 12 | +16  | Liguilla de ascenso   |
| 5    | Potros UAEM                       | 28   | 13 | 7  | 5 | 1  | 27 | 14 | +13  | Liguilla de ascenso   |
| 6    | Dorados Los Mochis                | 28   | 13 | 6  | 6 | 1  | 17 | 11 | +6   | Liguilla de ascenso   |
| 7    | Tiburones Rojos de Córdoba        | 27   | 13 | 8  | 2 | 3  | 25 | 19 | +6   | Liguilla de ascenso   |
| 8    | Celaya F.C.                       | 25   | 14 | 8  | 1 | 5  | 28 | 17 | +11  | Liguilla de ascenso   |
| 9    | Búhos de Hermosillo               | 25   | 13 | 6  | 5 | 2  | 27 | 19 | +8   | Liguilla de ascenso   |
| 10   | Ocelotes UNACH                    | 24   | 13 | 7  | 2 | 4  | 29 | 17 | +12  | Liguilla de ascenso   |
| 11   | Chivas Rayadas                    | 24   | 13 | 8  | 0 | 5  | 23 | 15 | +8   | Liguilla de ascenso   |
| 12   | Cruz Azul Jasso                   | 24   | 14 | 6  | 4 | 4  | 29 | 25 | +4   | Liguilla de ascenso   |
| 13   | Bravos de Nuevo Laredo            | 23   | 14 | 6  | 3 | 5  | 23 | 21 | +2   | Liguilla de ascenso   |
| 14   | Albinegros de Orizaba             | 22   | 13 | 5  | 4 | 4  | 19 | 12 | +7   | Liguilla de ascenso   |
| 15   | Pumas Naucalpan                   | 22   | 13 | 5  | 4 | 4  | 22 | 20 | +2   |                       |
| 16   | Delfines de Los Cabos             | 21   | 13 | 6  | 3 | 4  | 20 | 16 | +4   | Liguilla de ascenso   |
| 17   | Irapuato F.C.                     | 21   | 14 | 5  | 3 | 6  | 12 | 11 | +1   | Liguilla de ascenso   |
| 18   | Querétaro F.C. "B"                | 21   | 14 | 4  | 6 | 4  | 20 | 20 | 0    |                       |
| 19   | Inter Playa del Carmen            | 21   | 13 | 6  | 2 | 5  | 16 | 18 | −2   |                       |
| 20   | América Manzanillo                | 20   | 13 | 5  | 3 | 5  | 26 | 21 | +5   |                       |
| 21   | Vaqueros de Ixtlán                | 20   | 13 | 5  | 4 | 4  | 7  | 10 | −3   |                       |
| 22   | Unión de Curtidores               | 19   | 14 | 6  | 1 | 7  | 25 | 20 | +5   |                       |
| 23   | Deportivo Guamúchil               | 19   | 13 | 5  | 3 | 5  | 20 | 23 | −3   |                       |
| 24   | Dorados Fuerza UACH               | 18   | 13 | 4  | 4 | 5  | 16 | 17 | −1   |                       |
| 25   | Real Saltillo Soccer              | 18   | 14 | 4  | 3 | 7  | 12 | 20 | −8   |                       |
| 26   | Tecamachalco                      | 17   | 13 | 5  | 2 | 6  | 15 | 19 | −4   |                       |
| 27   | Tampico Madero                    | 17   | 14 | 4  | 3 | 7  | 13 | 23 | −10  |                       |
| 28   | Atlético Tapatío                  | 17   | 13 | 4  | 3 | 6  | 21 | 33 | −12  |                       |
| 29   | F.C. Excélsior (D)                | 15   | 14 | 4  | 2 | 8  | 18 | 27 | −9   | Descenso de Categoría |
| 30   | Cachorros U. de G.                | 13   | 13 | 3  | 3 | 7  | 18 | 25 | −7   |                       |
| 31   | ECA Norte                         | 12   | 13 | 3  | 2 | 8  | 17 | 26 | −9   |                       |
| 32   | Atlético San Juan                 | 12   | 14 | 3  | 2 | 9  | 14 | 30 | −16  |                       |
| 33   | Guerreros de Acapulco             | 11   | 13 | 2  | 3 | 8  | 11 | 20 | −9   |                       |
| 34   | Zorros de Reynosa                 | 10   | 13 | 2  | 2 | 9  | 10 | 31 | −21  |                       |
| 35   | Petroleros de Salamanca           | 9    | 14 | 2  | 2 | 10 | 18 | 33 | −15  |                       |
| 36   | Toros de Zacatecas                | 7    | 13 | 2  | 1 | 10 | 5  | 17 | −12  |                       |
| 37   | Cuautitlán (D)                    | 1    | 13 | 0  | 1 | 12 | 7  | 37 | −30  | Descenso de Categoría |

 Fuente: RSSSF

## Torneo regular
| Jornada 1           | Jornada 1 | Jornada 1              | Jornada 1                    | Jornada 1     | Jornada 1 | Jornada 1 | Jornada 1 | Jornada 1 | Jornada 1 | Jornada 1 |
| Grupo A             | Grupo A   | Grupo A                | Grupo A                      | Grupo A       | Grupo A   | Grupo A   | Grupo A   | Grupo A   | Grupo A   | Grupo A   |
| Local               | Resultado | Visitante              | Estadio                      | Fecha         | Hora      |           |           |           |           |           |
| ------------------- | --------- | ---------------------- | ---------------------------- | ------------- | --------- | --------- | --------- | --------- | --------- | --------- |
| Potros UAEM         | 1 - 0     | TR Córdoba             | Alberto "Chivo" Córdoba      | 22 de enero   | 19:00     |           |           |           |           |           |
| Inter Playa         | 3 - 0     | Ocelotes UNACH         | Mario Villanueva Madrid      | 23 de enero   | 14:00     |           |           |           |           |           |
| Atlético Tapatío    | 2 - 2     | Pumas Naucalpan        | Arreola                      | 23 de enero   | 16:00     |           |           |           |           |           |
| Cuautitlán          | 2 - 1     | Orizaba                | Los Pinos                    | 24 de enero   | 15:00     |           |           |           |           |           |
| Guerreros Acapulco  | 1 - 2     | ECA Norte              | Unidad Deportiva Acapulco    | 23 de febrero | 21:00     |           |           |           |           |           |
| Tecamachalco        | 0 - 4     | Universidad del Fútbol | Neza 86                      | 17 de marzo   | 14:00     |           |           |           |           |           |
| Grupo B             |           |                        |                              |               |           |           |           |           |           |           |
| Local               | Resultado | Visitante              | Estadio                      | Fecha         | Hora      |           |           |           |           |           |
| Querétaro "B"       | 1 - 1     | Real Saltillo Soccer   | U.D. Bicentenario            | 8 de enero    | 16:00     |           |           |           |           |           |
| FC Excélsior        | 0 - 5     | Unión de Curtidores    | Centro Deportivo Soriana     | 9 de enero    | 11:00     |           |           |           |           |           |
| Irapuato            | 1 - 2     | Celaya FC              | Sergio León Chávez           | 10 de enero   | 12:00     |           |           |           |           |           |
| Bravos              | 1 - 1     | Cruz Azul Jasso        | U.D. Benito Juárez           | 10 de marzo   | 20:15     |           |           |           |           |           |
| La Piedad           | 1 - 1     | Tampico Madero         | Juan N. López                | 18 de marzo   | 16:00     |           |           |           |           |           |
| Salamanca           | 4 - 1     | Atlético San Juan      | Olímpico sección 24          | 31 de marzo   | 16:00     |           |           |           |           |           |
| Grupo C             |           |                        |                              |               |           |           |           |           |           |           |
| Local               | Resultado | Visitante              | Estadio                      | Fecha         | Hora      |           |           |           |           |           |
| Dorados UACH        | 0 - 0     | Dorados Los Mochis     | Olímpico UACH                | 22 de enero   | 19:00     |           |           |           |           |           |
| Cachorros U. de G.  | 1 - 1     | América Manzanillo     | Club La Primavera            | 23 de enero   | 12:00     |           |           |           |           |           |
| Zorros de Reynosa   | 2 - 3     | Delfines Los Cabos     | Unidad Deportiva Solidaridad | 23 de enero   | 15:20     |           |           |           |           |           |
| Toros de Zacatecas  | 0 - 1     | Búhos de Hermosillo    | Francisco Villa              | 23 de enero   | 16:00     |           |           |           |           |           |
| Chivas Rayadas      | 1 - 2     | Loros de Colima        | Verde Valle                  | 23 de enero   | 16:00     |           |           |           |           |           |
| Deportivo Guamúchil | 1 - 0     | Vaqueros de Ixtlán     | Coloso del Dique             | 23 de enero   | 20:00     |           |           |           |           |           |

| Jornada 2              | Jornada 2 | Jornada 2           | Jornada 2                        | Jornada 2   | Jornada 2 | Jornada 2 | Jornada 2 | Jornada 2 | Jornada 2 | Jornada 2 |
| Grupo A                | Grupo A   | Grupo A             | Grupo A                          | Grupo A     | Grupo A   | Grupo A   | Grupo A   | Grupo A   | Grupo A   | Grupo A   |
| Local                  | Resultado | Visitante           | Estadio                          | Fecha       | Hora      |           |           |           |           |           |
| ---------------------- | --------- | ------------------- | -------------------------------- | ----------- | --------- | --------- | --------- | --------- | --------- | --------- |
| Orizaba                | 3 - 0     | Inter Playa         | Socum                            | 30 de enero | 15:00     |           |           |           |           |           |
| Ocelotes UNACH         | 2 - 3     | Atlético Tapatío    | Olímpico de Tapachula            | 30 de enero | 15:00     |           |           |           |           |           |
| ECA Norte              | 2 - 2     | Cuautitlán          | Mariano Matamoros                | 30 de enero | 15:00     |           |           |           |           |           |
| Pumas Naucalpan        | 1 - 1     | Tecamachalco        | Centenario                       | 30 de enero | 16:00     |           |           |           |           |           |
| Universidad del Fútbol | 2 - 1     | Potros UAEM         | Hidalgo                          | 31 de enero | 12:00     |           |           |           |           |           |
| TR Córdoba             | 2 - 0     | Guerreros Acapulco  | Rafael Murillo Vidal             | 31 de enero | 15:00     |           |           |           |           |           |
| Grupo B                |           |                     |                                  |             |           |           |           |           |           |           |
| Local                  | Resultado | Visitante           | Estadio                          | Fecha       | Hora      |           |           |           |           |           |
| Altamira FC            | 4 - 3     | Unión de Curtidores | Altamira                         | 15 de enero | 18:00     |           |           |           |           |           |
| FC Excélsior           | 1 - 0     | Salamanca           | Centro Deportivo Soriana         | 16 de enero | 11:00     |           |           |           |           |           |
| Atlético San Juan      | 0 - 0     | Irapuato            | Unidad Deportiva Maquío          | 16 de enero | 15:00     |           |           |           |           |           |
| Real Saltillo Soccer   | 0 - 2     | Bravos              | Olímpico Francisco I. Madero     | 16 de enero | 15:30     |           |           |           |           |           |
| Celaya FC              | 2 - 3     | La Piedad           | Miguel Alemán Valdés             | 16 de enero | 17:00     |           |           |           |           |           |
| Tampico Madero         | 1 - 1     | Querétaro "B"       | Tamaulipas                       | 17 de enero | 15:00     |           |           |           |           |           |
| Grupo C                |           |                     |                                  |             |           |           |           |           |           |           |
| Local                  | Resultado | Visitante           | Estadio                          | Fecha       | Hora      |           |           |           |           |           |
| Búhos de Hermosillo    | 4 - 2     | Dorados UACH        | Héroe de Nacozari                | 29 de enero | 20:00     |           |           |           |           |           |
| Vaqueros de Ixtlán     | 1 - 0     | Toros de Zacatecas  | U.D. Roberto Gómez Reyes         | 29 de enero | 20:00     |           |           |           |           |           |
| América Manzanillo     | 3 - 3     | Deportivo Guamúchil | Colima                           | 29 de enero | 20:30     |           |           |           |           |           |
| Delfines Los Cabos     | 1 - 0     | Cachorros U. de G.  | U.D. Los Cangrejos               | 30 de enero | 15:00     |           |           |           |           |           |
| Dorados Los Mochis     | 2 - 1     | Chivas Rayadas      | Centenario LM                    | 30 de enero | 15:00     |           |           |           |           |           |
| Loros de Colima        | 1 - 0     | Zorros de Reynosa   | Olímpico Universitario de Colima | 30 de enero | 19:00     |           |           |           |           |           |

| Jornada 3           | Jornada 3 | Jornada 3              | Jornada 3                    | Jornada 3    | Jornada 3 | Jornada 3 | Jornada 3 | Jornada 3 | Jornada 3 | Jornada 3 |
| Grupo A             | Grupo A   | Grupo A                | Grupo A                      | Grupo A      | Grupo A   | Grupo A   | Grupo A   | Grupo A   | Grupo A   | Grupo A   |
| Local               | Resultado | Visitante              | Estadio                      | Fecha        | Hora      |           |           |           |           |           |
| ------------------- | --------- | ---------------------- | ---------------------------- | ------------ | --------- | --------- | --------- | --------- | --------- | --------- |
| Tecamachalco        | 1 - 2     | Ocelotes UNACH         | Neza 86                      | 5 de febrero | 14:00     |           |           |           |           |           |
| Guerreros Acapulco  | 1 - 2     | Universidad del Fútbol | Unidad Deportiva Acapulco    | 5 de febrero | 20:00     |           |           |           |           |           |
| Inter Playa         | 3 - 2     | Cuautitlán             | Mario Villanueva Madrid      | 6 de febrero | 14:00     |           |           |           |           |           |
| Atlético Tapatío    | 2 - 2     | Orizaba                | Arreola                      | 6 de febrero | 16:00     |           |           |           |           |           |
| TR Córdoba          | 2 - 1     | ECA Norte              | Rafael Murillo Vidal         | 7 de febrero | 12:30     |           |           |           |           |           |
| Potros UAEM         | 3 - 3     | Pumas Naucalpan        | Alberto "Chivo" Córdoba      | 3 de marzo   | 11:00     |           |           |           |           |           |
| Grupo B             |           |                        |                              |              |           |           |           |           |           |           |
| Local               | Resultado | Visitante              | Estadio                      | Fecha        | Hora      |           |           |           |           |           |
| Salamanca           | 2 - 3     | Altamira FC            | Olímpico sección 24          | 22 de enero  | 16:00     |           |           |           |           |           |
| Bravos              | 0 - 1     | Querétaro "B"          | U.D. Benito Juárez           | 22 de enero  | 20:15     |           |           |           |           |           |
| Unión de Curtidores | 1 - 2     | Cruz Azul Jasso        | La Martinica                 | 22 de enero  | 20:15     |           |           |           |           |           |
| La Piedad           | 2 - 1     | Atlético San Juan      | Juan N. López                | 23 de enero  | 16:00     |           |           |           |           |           |
| Celaya FC           | 4 - 0     | Tampico Madero         | Miguel Alemán Valdés         | 23 de enero  | 17:00     |           |           |           |           |           |
| Irapuato            | 1 - 0     | FC Excélsior           | Sergio León Chávez           | 24 de enero  | 12:00     |           |           |           |           |           |
| Grupo C             |           |                        |                              |              |           |           |           |           |           |           |
| Local               | Resultado | Visitante              | Estadio                      | Fecha        | Hora      |           |           |           |           |           |
| Dorados UACH        | 1 - 1     | Vaqueros de Ixtlán     | Olímpico UACH                | 5 de febrero | 19:00     |           |           |           |           |           |
| Cachorros U. de G.  | 2 - 2     | Loros de Colima        | Club La Primavera            | 6 de febrero | 12:00     |           |           |           |           |           |
| Zorros de Reynosa   | 0 - 2     | Chivas Rayadas         | Unidad Deportiva Solidaridad | 6 de febrero | 15:20     |           |           |           |           |           |
| Toros de Zacatecas  | 1 - 2     | América Manzanillo     | Francisco Villa              | 6 de febrero | 16:00     |           |           |           |           |           |
| Búhos de Hermosillo | 1 - 1     | Dorados Los Mochis     | Héroe de Nacozari            | 6 de febrero | 20:00     |           |           |           |           |           |
| Deportivo Guamúchil | 1 - 1     | Delfines Los Cabos     | Coloso del Dique             | 6 de febrero | 20:00     |           |           |           |           |           |

| Jornada 4              | Jornada 4 | Jornada 4           | Jornada 4                        | Jornada 4     | Jornada 4 | Jornada 4 | Jornada 4 | Jornada 4 | Jornada 4 |
| Grupo A                | Grupo A   | Grupo A             | Grupo A                          | Grupo A       | Grupo A   | Grupo A   | Grupo A   | Grupo A   | Grupo A   |
| Local                  | Resultado | Visitante           | Estadio                          | Fecha         | Hora      |           |           |           |           |
| ---------------------- | --------- | ------------------- | -------------------------------- | ------------- | --------- | --------- | --------- | --------- | --------- |
| Pumas Naucalpan        | 1 - 1     | Guerreros Acapulco  | Centenario                       | 20 de febrero | 12:00     |           |           |           |           |
| Orizaba                | 0 - 0     | Tecamachalco        | Socum                            | 20 de febrero | 15:00     |           |           |           |           |
| ECA Norte              | 1 - 1     | Inter Playa         | Mariano Matamoros                | 20 de febrero | 15:00     |           |           |           |           |
| Ocelotes UNACH         | 2 - 2     | Potros UAEM         | Olímpico de Tapachula            | 20 de febrero | 15:00     |           |           |           |           |
| Universidad del Fútbol | 6 - 2     | TR Córdoba          | Hidalgo                          | 21 de febrero | 12:00     |           |           |           |           |
| Cuautitlán             | 1 - 2     | Atlético Tapatío    | Los Pinos                        | 21 de febrero | 15:00     |           |           |           |           |
| Grupo B                |           |                     |                                  |               |           |           |           |           |           |
| Local                  | Resultado | Visitante           | Estadio                          | Fecha         | Hora      |           |           |           |           |
| Altamira FC            | 0 - 0     | Irapuato            | Altamira                         | 29 de enero   | 18:00     |           |           |           |           |
| Cruz Azul Jasso        | 6 - 1     | Salamanca           | 10 de diciembre                  | 30 de enero   | 11:00     |           |           |           |           |
| FC Excélsior           | 2 - 2     | La Piedad           | Centro Deportivo Soriana         | 30 de enero   | 11:00     |           |           |           |           |
| Atlético San Juan      | 1 - 2     | Celaya FC           | Unidad Deportiva Maquío          | 30 de enero   | 15:00     |           |           |           |           |
| Real Saltillo Soccer   | 1 - 1     | Unión de Curtidores | Olímpico Francisco I. Madero     | 30 de enero   | 15:30     |           |           |           |           |
| Tampico Madero         | 1 - 2     | Bravos              | Tamaulipas                       | 31 de enero   | 15:00     |           |           |           |           |
| Grupo C                |           |                     |                                  |               |           |           |           |           |           |
| Local                  | Resultado | Visitante           | Estadio                          | Fecha         | Hora      |           |           |           |           |
| Vaqueros de Ixtlán     | 1 - 1     | Búhos de Hermosillo | U.D. Roberto Gómez Reyes         | 19 de febrero | 20:00     |           |           |           |           |
| América Manzanillo     | 2 - 1     | Dorados UACH        | Colima                           | 19 de febrero | 20:30     |           |           |           |           |
| Delfines Los Cabos     | 3 - 2     | Toros de Zacatecas  | U.D. Los Cangrejos               | 20 de febrero | 15:00     |           |           |           |           |
| Dorados Los Mochis     | 2 - 0     | Zorros de Reynosa   | Centenario LM                    | 20 de febrero | 15:00     |           |           |           |           |
| Loros de Colima        | 7 - 2     | Deportivo Guamúchil | Olímpico Universitario de Colima | 20 de febrero | 19:00     |           |           |           |           |
| Chivas Rayadas         | 5 - 0     | Cachorros U. de G.  | Verde Valle                      | 21 de febrero | 12:00     |           |           |           |           |

| Jornada 5              | Jornada 5 | Jornada 5            | Jornada 5                 | Jornada 5     | Jornada 5 | Jornada 5 | Jornada 5 | Jornada 5 | Jornada 5 | Jornada 5 |
| Grupo A                | Grupo A   | Grupo A              | Grupo A                   | Grupo A       | Grupo A   | Grupo A   | Grupo A   | Grupo A   | Grupo A   | Grupo A   |
| Local                  | Resultado | Visitante            | Estadio                   | Fecha         | Hora      |           |           |           |           |           |
| ---------------------- | --------- | -------------------- | ------------------------- | ------------- | --------- | --------- | --------- | --------- | --------- | --------- |
| Tecamachalco           | 3 - 1     | Cuautitlán           | Neza 86                   | 26 de febrero | 14:00     |           |           |           |           |           |
| Guerreros Acapulco     | 1 - 1     | Ocelotes UNACH       | Unidad Deportiva Acapulco | 26 de febrero | 21:00     |           |           |           |           |           |
| Potros UAEM            | 2 - 1     | Orizaba              | Alberto "Chivo" Córdoba   | 27 de febrero | 11:00     |           |           |           |           |           |
| Atlético Tapatío       | 0 - 1     | Inter Playa          | Arreola                   | 27 de febrero | 16:00     |           |           |           |           |           |
| Universidad del Fútbol | 1 - 0     | ECA Norte            | Hidalgo                   | 28 de febrero | 12:00     |           |           |           |           |           |
| TR Córdoba             | 5 - 2     | Pumas Naucalpan      | Rafael Murillo Vidal      | 28 de febrero | 12:30     |           |           |           |           |           |
| Grupo B                |           |                      |                           |               |           |           |           |           |           |           |
| Local                  | Resultado | Visitante            | Estadio                   | Fecha         | Hora      |           |           |           |           |           |
| Atlético San Juan      | 2 - 1     | Tampico Madero       | Unidad Deportiva Maquío   | 6 de febrero  | 15:00     |           |           |           |           |           |
| La Piedad              | 0 - 0     | Altamira FC          | Juan N. López             | 6 de febrero  | 16:00     |           |           |           |           |           |
| Celaya FC              | 1 - 0     | FC Excélsior         | Miguel Alemán Valdés      | 6 de febrero  | 17:00     |           |           |           |           |           |
| Irapuato               | 0 - 1     | Cruz Azul Jasso      | Sergio León Chávez        | 7 de febrero  | 12:00     |           |           |           |           |           |
| Unión de Curtidores    | 2 - 1     | Querétaro "B"        | La Martinica              | 24 de febrero | 20:15     |           |           |           |           |           |
| Salamanca              | 2 - 1     | Real Saltillo Soccer | Olímpico sección 24       | 10 de marzo   | 16:00     |           |           |           |           |           |
| Grupo C                |           |                      |                           |               |           |           |           |           |           |           |
| Local                  | Resultado | Visitante            | Estadio                   | Fecha         | Hora      |           |           |           |           |           |
| Dorados UACH           | 2 - 0     | Delfines Los Cabos   | Olímpico UACH             | 26 de febrero | 19:00     |           |           |           |           |           |
| Vaqueros de Ixtlán     | 0 - 0     | Dorados Los Mochis   | U.D. Roberto Gómez Reyes  | 26 de febrero | 19:00     |           |           |           |           |           |
| Búhos de Hermosillo    | 2 - 2     | América Manzanillo   | Héroe de Nacozari         | 26 de febrero | 20:00     |           |           |           |           |           |
| Cachorros U. de G.     | 4 - 3     | Zorros de Reynosa    | Club La Primavera         | 27 de febrero | 12:00     |           |           |           |           |           |
| Toros de Zacatecas     | 0 - 1     | Loros de Colima      | Francisco Villa           | 27 de febrero | 16:00     |           |           |           |           |           |
| Deportivo Guamúchil    | 2 - 1     | Chivas Rayadas       | Coloso del Dique          | 27 de febrero | 20:00     |           |           |           |           |           |

| Jornada 6            | Jornada 6 | Jornada 6              | Jornada 6                        | Jornada 6     | Jornada 6 | Jornada 6 | Jornada 6 | Jornada 6 | Jornada 6 | Jornada 6 |
| Grupo A              | Grupo A   | Grupo A                | Grupo A                          | Grupo A       | Grupo A   | Grupo A   | Grupo A   | Grupo A   | Grupo A   | Grupo A   |
| Local                | Resultado | Visitante              | Estadio                          | Fecha         | Hora      |           |           |           |           |           |
| -------------------- | --------- | ---------------------- | -------------------------------- | ------------- | --------- | --------- | --------- | --------- | --------- | --------- |
| Orizaba              | 4 - 1     | Guerreros Acapulco     | Socum                            | 6 de marzo    | 15:00     |           |           |           |           |           |
| ECA Norte            | 2 - 1     | Atlético Tapatío       | Mariano Matamoros                | 6 de marzo    | 15:00     |           |           |           |           |           |
| Inter Playa          | 2 - 1     | Tecamachalco           | Mario Villanueva Madrid          | 6 de marzo    | 15:00     |           |           |           |           |           |
| Ocelotes UNACH       | 1 - 2     | TR Córdoba             | Olímpico de Tapachula            | 6 de marzo    | 15:00     |           |           |           |           |           |
| Pumas Naucalpan      | 0 - 3     | Universidad del Fútbol | Centenario                       | 6 de marzo    | 16:00     |           |           |           |           |           |
| Cuautitlán           | 1 - 2     | Potros UAEM            | Los Pinos                        | 7 de marzo    | 15:00     |           |           |           |           |           |
| Grupo B              |           |                        |                                  |               |           |           |           |           |           |           |
| Local                | Resultado | Visitante              | Estadio                          | Fecha         | Hora      |           |           |           |           |           |
| Altamira FC          | 3 - 0     | Celaya FC              | Altamira                         | 19 de febrero | 18:00     |           |           |           |           |           |
| Bravos               | 3 - 2     | Unión de Curtidores    | U.D. Benito Juárez               | 19 de febrero | 20:15     |           |           |           |           |           |
| FC Excélsior         | 3 - 3     | Atlético San Juan      | Centro Deportivo Soriana         | 20 de febrero | 11:00     |           |           |           |           |           |
| Cruz Azul Jasso      | 2 - 4     | La Piedad              | 10 de diciembre                  | 20 de febrero | 11:00     |           |           |           |           |           |
| Real Saltillo Soccer | 1 - 0     | Irapuato               | Olímpico Francisco I. Madero     | 20 de febrero | 15:30     |           |           |           |           |           |
| Querétaro "B"        | 2 - 0     | Salamanca              | Centro Gallo Alto Rendimiento    | 20 de febrero | 16:00     |           |           |           |           |           |
| Grupo C              |           |                        |                                  |               |           |           |           |           |           |           |
| Local                | Resultado | Visitante              | Estadio                          | Fecha         | Hora      |           |           |           |           |           |
| América Manzanillo   | 2 - 0     | Vaqueros de Ixtlán     | Gustavo Vázquez                  | 5 de marzo    | 16:00     |           |           |           |           |           |
| Delfines Los Cabos   | 2 - 1     | Búhos de Hermosillo    | U.D. Los Cangrejos               | 6 de marzo    | 15:00     |           |           |           |           |           |
| Zorros de Reynosa    | 2 - 1     | Deportivo Guamúchil    | Unidad Deportiva Solidaridad     | 6 de marzo    | 15:20     |           |           |           |           |           |
| Dorados Los Mochis   | 2 - 1     | Cachorros U. de G.     | Centenario LM                    | 6 de marzo    | 16:00     |           |           |           |           |           |
| Chivas Rayadas       | 1 - 0     | Toros de Zacatecas     | La Preciosa                      | 6 de marzo    | 16:00     |           |           |           |           |           |
| Loros de Colima      | 2 - 1     | Dorados UACH           | Olímpico Universitario de Colima | 6 de marzo    | 19:00     |           |           |           |           |           |

| Jornada 7              | Jornada 7 | Jornada 7            | Jornada 7                 | Jornada 7     | Jornada 7 | Jornada 7 | Jornada 7 | Jornada 7 | Jornada 7 | Jornada 7 |
| Grupo A                | Grupo A   | Grupo A              | Grupo A                   | Grupo A       | Grupo A   | Grupo A   | Grupo A   | Grupo A   | Grupo A   | Grupo A   |
| Local                  | Resultado | Visitante            | Estadio                   | Fecha         | Hora      |           |           |           |           |           |
| ---------------------- | --------- | -------------------- | ------------------------- | ------------- | --------- | --------- | --------- | --------- | --------- | --------- |
| Universidad del Fútbol | 3 - 2     | Ocelotes UNACH       | Hidalgo                   | 12 de marzo   | 12:00     |           |           |           |           |           |
| Guerreros Acapulco     | 1 - 0     | Cuautitlán           | Unidad Deportiva Acapulco | 12 de marzo   | 21:00     |           |           |           |           |           |
| Potros UAEM            | 4 - 0     | Inter Playa          | Alberto "Chivo" Córdoba   | 13 de marzo   | 11:00     |           |           |           |           |           |
| Tecamachalco           | 2 - 1     | Atlético Tapatío     | Neza 86                   | 13 de marzo   | 12:00     |           |           |           |           |           |
| Pumas Naucalpan        | 1 - 3     | ECA Norte            | Centenario                | 13 de marzo   | 12:00     |           |           |           |           |           |
| TR Córdoba             | 1 - 1     | Orizaba              | Rafael Murillo Vidal      | 14 de marzo   | 12:30     |           |           |           |           |           |
| Grupo B                |           |                      |                           |               |           |           |           |           |           |           |
| Local                  | Resultado | Visitante            | Estadio                   | Fecha         | Hora      |           |           |           |           |           |
| Salamanca              | 2 - 2     | Bravos               | Olímpico sección 24       | 26 de febrero | 16:00     |           |           |           |           |           |
| FC Excélsior           | 2 - 0     | Tampico Madero       | Centro Deportivo Soriana  | 27 de febrero | 11:00     |           |           |           |           |           |
| Atlético San Juan      | 2 - 1     | Altamira FC          | Unidad Deportiva Maquío   | 27 de febrero | 15:00     |           |           |           |           |           |
| La Piedad              | 3 - 0     | Real Saltillo Soccer | Juan N. López             | 27 de febrero | 16:00     |           |           |           |           |           |
| Celaya FC              | 7 - 0     | Cruz Azul Jasso      | Miguel Alemán Valdés      | 27 de febrero | 17:00     |           |           |           |           |           |
| Irapuato               | 2 - 1     | Querétaro "B"        | Sergio León Chávez        | 28 de febrero | 12:00     |           |           |           |           |           |
| Grupo C                |           |                      |                           |               |           |           |           |           |           |           |
| Local                  | Resultado | Visitante            | Estadio                   | Fecha         | Hora      |           |           |           |           |           |
| Dorados UACH           | 0 - 2     | Chivas Rayadas       | Olímpico UACH             | 12 de marzo   | 19:00     |           |           |           |           |           |
| Búhos de Hermosillo    | 2 - 1     | Loros de Colima      | Héroe de Nacozari         | 12 de marzo   | 20:00     |           |           |           |           |           |
| Vaqueros de Ixtlán     | 1 - 0     | Delfines Los Cabos   | U.D. Roberto Gómez Reyes  | 12 de marzo   | 20:00     |           |           |           |           |           |
| América Manzanillo     | 1 - 3     | Dorados Los Mochis   | Colima                    | 12 de marzo   | 20:30     |           |           |           |           |           |
| Toros de Zacatecas     | 1 - 0     | Zorros de Reynosa    | Francisco Villa           | 13 de marzo   | 16:00     |           |           |           |           |           |
| Deportivo Guamúchil    | 4 - 3     | Cachorros U. de G.   | Coloso del Dique          | 13 de marzo   | 20:00     |           |           |           |           |           |

| Jornada 8            | Jornada 8 | Jornada 8              | Jornada 8                        | Jornada 8   | Jornada 8 | Jornada 8 | Jornada 8 | Jornada 8 | Jornada 8 | Jornada 8 |
| Grupo A              | Grupo A   | Grupo A                | Grupo A                          | Grupo A     | Grupo A   | Grupo A   | Grupo A   | Grupo A   | Grupo A   | Grupo A   |
| Local                | Resultado | Visitante              | Estadio                          | Fecha       | Hora      |           |           |           |           |           |
| -------------------- | --------- | ---------------------- | -------------------------------- | ----------- | --------- | --------- | --------- | --------- | --------- | --------- |
| ECA Norte            | 1 - 2     | Tecamachalco           | Mariano Matamoros                | 20 de marzo | 15:00     |           |           |           |           |           |
| Inter Playa          | 2 - 1     | Guerreros Acapulco     | Mario Villanueva Madrid          | 20 de marzo | 15:00     |           |           |           |           |           |
| Ocelotes UNACH       | 1 - 0     | Pumas Naucalpan        | Olímpico de Tapachula            | 20 de marzo | 15:00     |           |           |           |           |           |
| Atlético Tapatío     | 1 - 1     | Potros UAEM            | Arreola                          | 20 de marzo | 16:00     |           |           |           |           |           |
| Orizaba              | 1 - 1     | Universidad del Fútbol | EMSA                             | 21 de marzo | 12:00     |           |           |           |           |           |
| Cuautitlán           | 0 - 1     | TR Córdoba             | Los Pinos                        | 21 de marzo | 15:00     |           |           |           |           |           |
| Grupo B              |           |                        |                                  |             |           |           |           |           |           |           |
| Local                | Resultado | Visitante              | Estadio                          | Fecha       | Hora      |           |           |           |           |           |
| Querétaro "B"        | 1 - 1     | La Piedad              | U.D. Bicentenario                | 5 de marzo  | 14:00     |           |           |           |           |           |
| Altamira FC          | 4 - 0     | FC Excélsior           | Altamira                         | 5 de marzo  | 18:00     |           |           |           |           |           |
| Bravos               | 1 - 2     | Irapuato               | U.D. Benito Juárez               | 5 de marzo  | 20:15     |           |           |           |           |           |
| Cruz Azul Jasso      | 6 - 1     | Atlético San Juan      | 10 de diciembre                  | 6 de marzo  | 11:00     |           |           |           |           |           |
| Real Saltillo Soccer | 2 - 1     | Celaya FC              | Olímpico Francisco I. Madero     | 6 de marzo  | 15:30     |           |           |           |           |           |
| Tampico Madero       | 0 - 3     | Unión de Curtidores    | Tamaulipas                       | 7 de marzo  | 15:00     |           |           |           |           |           |
| Grupo C              |           |                        |                                  |             |           |           |           |           |           |           |
| Local                | Resultado | Visitante              | Estadio                          | Fecha       | Hora      |           |           |           |           |           |
| Cachorros U. de G.   | 2 - 0     | Toros de Zacatecas     | Club La Primavera                | 20 de marzo | 12:00     |           |           |           |           |           |
| Delfines Los Cabos   | 2 - 1     | América Manzanillo     | U.D. Los Cangrejos               | 20 de marzo | 15:00     |           |           |           |           |           |
| Zorros de Reynosa    | 0 - 3     | Dorados UACH           | Unidad Deportiva Solidaridad     | 20 de marzo | 15:20     |           |           |           |           |           |
| Chivas Rayadas       | 2 - 1     | Búhos de Hermosillo    | La Preciosa                      | 20 de marzo | 16:00     |           |           |           |           |           |
| Dorados Los Mochis   | 3 - 2     | Deportivo Guamúchil    | Centenario LM                    | 20 de marzo | 16:00     |           |           |           |           |           |
| Loros de Colima      | 3 - 0     | Vaqueros de Ixtlán     | Olímpico Universitario de Colima | 20 de marzo | 19:00     |           |           |           |           |           |

| Jornada 9              | Jornada 9 | Jornada 9            | Jornada 9                 | Jornada 9   | Jornada 9 | Jornada 9 | Jornada 9 | Jornada 9 | Jornada 9 | Jornada 9 |
| Grupo A                | Grupo A   | Grupo A              | Grupo A                   | Grupo A     | Grupo A   | Grupo A   | Grupo A   | Grupo A   | Grupo A   | Grupo A   |
| Local                  | Resultado | Visitante            | Estadio                   | Fecha       | Hora      |           |           |           |           |           |
| ---------------------- | --------- | -------------------- | ------------------------- | ----------- | --------- | --------- | --------- | --------- | --------- | --------- |
| Guerreros Acapulco     | 1 - 2     | Atlético Tapatío     | Unidad Deportiva Acapulco | 2 de abril  | 21:00     |           |           |           |           |           |
| Potros UAEM            | 2 - 1     | Tecamachalco         | Alberto "Chivo" Córdoba   | 3 de abril  | 11:00     |           |           |           |           |           |
| Ocelotes UNACH         | 3 - 2     | ECA Norte            | Olímpico de Tapachula     | 3 de abril  | 15:00     |           |           |           |           |           |
| Pumas Naucalpan        | 2 - 0     | Orizaba              | Centenario                | 3 de abril  | 16:00     |           |           |           |           |           |
| Universidad del Fútbol | 4 - 0     | Cuautitlán           | Hidalgo                   | 4 de abril  | 12:00     |           |           |           |           |           |
| TR Córdoba             | 2 - 1     | Inter Playa          | Rafael Murillo Vidal      | 4 de abril  | 12:30     |           |           |           |           |           |
| Grupo B                |           |                      |                           |             |           |           |           |           |           |           |
| Local                  | Resultado | Visitante            | Estadio                   | Fecha       | Hora      |           |           |           |           |           |
| Salamanca              | 1 - 2     | Unión de Curtidores  | Olímpico sección 24       | 12 de marzo | 16:00     |           |           |           |           |           |
| Altamira FC            | 3 - 0     | Tampico Madero       | Altamira                  | 12 de marzo | 18:00     |           |           |           |           |           |
| FC Excélsior           | 3 - 3     | Cruz Azul Jasso      | Centro Deportivo Soriana  | 13 de marzo | 11:00     |           |           |           |           |           |
| La Piedad              | 2 - 1     | Bravos               | Juan N. López             | 13 de marzo | 16:00     |           |           |           |           |           |
| Celaya FC              | 1 - 3     | Querétaro "B"        | Miguel Alemán Valdés      | 13 de marzo | 17:00     |           |           |           |           |           |
| Atlético San Juan      | 1 - 0     | Real Saltillo Soccer | Unidad Deportiva Maquío   | 13 de marzo | 18:00     |           |           |           |           |           |
| Grupo C                |           |                      |                           |             |           |           |           |           |           |           |
| Local                  | Resultado | Visitante            | Estadio                   | Fecha       | Hora      |           |           |           |           |           |
| Dorados UACH           | 2 - 1     | Cachorros U. de G.   | Olímpico UACH             | 2 de abril  | 19:00     |           |           |           |           |           |
| Búhos de Hermosillo    | 4 - 0     | Zorros de Reynosa    | Héroe de Nacozari         | 2 de abril  | 20:00     |           |           |           |           |           |
| Vaqueros de Ixtlán     | 1 - 0     | Chivas Rayadas       | U.D. Roberto Gómez Reyes  | 2 de abril  | 20:00     |           |           |           |           |           |
| Delfines Los Cabos     | 0 - 0     | Dorados Los Mochis   | U.D. Los Cangrejos        | 3 de abril  | 15:00     |           |           |           |           |           |
| América Manzanillo     | 0 - 3     | Loros de Colima      | Colima                    | 3 de abril  | 16:00     |           |           |           |           |           |
| Toros de Zacatecas     | 1 - 0     | Deportivo Guamúchil  | Francisco Villa           | 3 de abril  | 16:00     |           |           |           |           |           |

| Jornada 10           | Jornada 10 | Jornada 10             | Jornada 10                       | Jornada 10  | Jornada 10 | Jornada 10 | Jornada 10 | Jornada 10 | Jornada 10 | Jornada 10 |
| Grupo A              | Grupo A    | Grupo A                | Grupo A                          | Grupo A     | Grupo A    | Grupo A    | Grupo A    | Grupo A    | Grupo A    | Grupo A    |
| Local                | Resultado  | Visitante              | Estadio                          | Fecha       | Hora       |            |            |            |            |            |
| -------------------- | ---------- | ---------------------- | -------------------------------- | ----------- | ---------- | ---------- | ---------- | ---------- | ---------- | ---------- |
| Tecamachalco         | 2 - 1      | Guerreros Acapulco     | Neza 86                          | 9 de abril  | 14:00      |            |            |            |            |            |
| Potros UAEM          | 4 - 3      | ECA Norte              | Alberto "Chivo" Córdoba          | 10 de abril | 11:00      |            |            |            |            |            |
| Orizaba              | 0 - 1      | Ocelotes UNACH         | Socum                            | 10 de abril | 15:00      |            |            |            |            |            |
| Inter Playa          | 0 - 1      | Universidad del Fútbol | Mario Villanueva Madrid          | 10 de abril | 15:00      |            |            |            |            |            |
| Atlético Tapatío     | 3 - 2      | TR Córdoba             | Arreola                          | 10 de abril | 16:00      |            |            |            |            |            |
| Cuautitlán           | 0 - 5      | Pumas Naucalpan        | Los Pinos                        | 11 de abril | 15:00      |            |            |            |            |            |
| Grupo B              |            |                        |                                  |             |            |            |            |            |            |            |
| Local                | Resultado  | Visitante              | Estadio                          | Fecha       | Hora       |            |            |            |            |            |
| Querétaro "B"        | 3 - 1      | Atlético San Juan      | U.D. Bicentenario                | 19 de marzo | 14:00      |            |            |            |            |            |
| Bravos               | 2 - 0      | Celaya FC              | U.D. Benito Juárez               | 19 de marzo | 20:15      |            |            |            |            |            |
| Unión de Curtidores  | 1 - 0      | Irapuato               | La Martinica                     | 19 de marzo | 20:15      |            |            |            |            |            |
| Cruz Azul Jasso      | 1 - 2      | Altamira FC            | 10 de diciembre                  | 20 de marzo | 11:00      |            |            |            |            |            |
| Real Saltillo Soccer | 1 - 2      | FC Excélsior           | Olímpico Francisco I. Madero     | 20 de marzo | 15:30      |            |            |            |            |            |
| Tampico Madero       | 2 - 1      | Salamanca              | Tamaulipas                       | 21 de marzo | 15:00      |            |            |            |            |            |
| Grupo C              |            |                        |                                  |             |            |            |            |            |            |            |
| Local                | Resultado  | Visitante              | Estadio                          | Fecha       | Hora       |            |            |            |            |            |
| Cachorros U. de G.   | 2 - 2      | Búhos de Hermosillo    | Club La Primavera                | 10 de abril | 12:00      |            |            |            |            |            |
| Zorros de Reynosa    | 0 - 0      | Vaqueros de Ixtlán     | Unidad Deportiva Solidaridad     | 10 de abril | 15:20      |            |            |            |            |            |
| Chivas Rayadas       | 2 - 1      | América Manzanillo     | La Preciosa                      | 10 de abril | 16:00      |            |            |            |            |            |
| Toros de Zacatecas   | 0 - 2      | Dorados Los Mochis     | Francisco Villa                  | 10 de abril | 16:00      |            |            |            |            |            |
| Loros de Colima      | 2 - 2      | Delfines Los Cabos     | Olímpico Universitario de Colima | 10 de abril | 19:00      |            |            |            |            |            |
| Deportivo Guamúchil  | 2 - 0      | Dorados UACH           | Coloso del Dique                 | 10 de abril | 20:00      |            |            |            |            |            |

| Jornada 11             | Jornada 11 | Jornada 11           | Jornada 11                | Jornada 11  | Jornada 11 | Jornada 11 | Jornada 11 | Jornada 11 | Jornada 11 | Jornada 11 |
| Grupo A                | Grupo A    | Grupo A              | Grupo A                   | Grupo A     | Grupo A    | Grupo A    | Grupo A    | Grupo A    | Grupo A    | Grupo A    |
| Local                  | Resultado  | Visitante            | Estadio                   | Fecha       | Hora       |            |            |            |            |            |
| ---------------------- | ---------- | -------------------- | ------------------------- | ----------- | ---------- | ---------- | ---------- | ---------- | ---------- | ---------- |
| ECA Norte              | 0 - 3      | Orizaba              | Mariano Matamoros         | 17 de abril | 15:00      |            |            |            |            |            |
| Universidad del Fútbol | 7 - 2      | Atlético Tapatío     | Universidad del Fútbol    | 17 de abril | 15:00      |            |            |            |            |            |
| Ocelotes UNACH         | 10 - 0     | Cuautitlán           | Olímpico de Tapachula     | 17 de abril | 15:00      |            |            |            |            |            |
| Guerreros Acapulco     | 0 - 0      | Potros UAEM          | Unidad Deportiva Acapulco | 17 de abril | 15:00      |            |            |            |            |            |
| Pumas Naucalpan        | 2 - 1      | Inter Playa          | Centenario                | 17 de abril | 15:00      |            |            |            |            |            |
| TR Córdoba             | 2 - 0      | Tecamachalco         | Rafael Murillo Vidal      | 17 de abril | 15:00      |            |            |            |            |            |
| Grupo B                |            |                      |                           |             |            |            |            |            |            |            |
| Local                  | Resultado  | Visitante            | Estadio                   | Fecha       | Hora       |            |            |            |            |            |
| Altamira FC            | 5 - 1      | Real Saltillo Soccer | Altamira                  | 2 de abril  | 18:00      |            |            |            |            |            |
| Cruz Azul Jasso        | 2 - 1      | Tampico Madero       | 10 de diciembre           | 3 de abril  | 11:00      |            |            |            |            |            |
| FC Excélsior           | 4 - 1      | Querétaro "B"        | Centro Deportivo Soriana  | 3 de abril  | 11:00      |            |            |            |            |            |
| Atlético San Juan      | 1 - 4      | Bravos               | Unidad Deportiva Maquío   | 3 de abril  | 15:00      |            |            |            |            |            |
| Irapuato               | 3 - 0      | Salamanca            | Sergio León Chávez        | 4 de abril  | 12:00      |            |            |            |            |            |
| La Piedad              | 2 - 1      | Unión de Curtidores  | Juan N. López             | 4 de abril  | 16:00      |            |            |            |            |            |
| Grupo C                |            |                      |                           |             |            |            |            |            |            |            |
| Local                  | Resultado  | Visitante            | Estadio                   | Fecha       | Hora       |            |            |            |            |            |
| Dorados UACH           | 1 - 0      | Toros de Zacatecas   | Olímpico UACH             | 16 de abril | 19:00      |            |            |            |            |            |
| América Manzanillo     | 5 - 0      | Zorros de Reynosa    | Colima                    | 17 de abril | 15:00      |            |            |            |            |            |
| Búhos de Hermosillo    | 2 - 1      | Deportivo Guamúchil  | Héroe de Nacozari         | 17 de abril | 15:00      |            |            |            |            |            |
| Vaqueros de Ixtlán     | 1 - 0      | Cachorros U. de G.   | U.D. Roberto Gómez Reyes  | 17 de abril | 15:00      |            |            |            |            |            |
| Delfines Los Cabos     | 6 - 1      | Chivas Rayadas       | U.D. Los Cangrejos        | 17 de abril | 15:00      |            |            |            |            |            |
| Dorados Los Mochis     | 0 - 0      | Loros de Colima      | Centenario LM             | 17 de abril | 15:00      |            |            |            |            |            |

| Querétaro "B"        | 2 - 2 | Altamira FC     | U.D. Bicentenario            | 9 de abril  | 14:00 |
| Salamanca            | 3 - 3 | La Piedad       | Olímpico sección 24          | 9 de abril  | 16:00 |
| Bravos               | 2 - 0 | FC Excélsior    | U.D. Benito Juárez           | 9 de abril  | 20:15 |
| Unión de Curtidores  | 0 - 1 | Celaya FC       | La Martinica                 | 9 de abril  | 20:15 |
| Real Saltillo Soccer | 1 - 0 | Cruz Azul Jasso | Olímpico Francisco I. Madero | 10 de abril | 15:30 |
| Irapuato             | 0 - 1 | Tampico Madero  | Sergio León Chávez           | 11 de abril | 12:00 |

| Altamira FC       | 4 - 0 | Bravos               | Altamira                | 17 de abril | 15:00 |
| Atlético San Juan | 0 - 1 | Unión de Curtidores  | Unidad Deportiva Maquío | 17 de abril | 15:00 |
| Celaya FC         | 4 - 1 | Salamanca            | Miguel Alemán Valdés    | 17 de abril | 15:00 |
| Querétaro "B"     | 1 - 3 | Cruz Azul Jasso      | U.D. Bicentenario       | 17 de abril | 15:00 |
| La Piedad         | 2 - 2 | Irapuato             | Juan N. López           | 17 de abril | 15:00 |
| Tampico Madero    | 2 - 1 | Real Saltillo Soccer | Tamaulipas              | 17 de abril | 15:00 |

| Querétaro "B"       | 2 - 2 | TR Córdoba             | U.D. Bicentenario                | 12 de febrero | 16:00 |
| Altamira FC         | 3 - 0 | ECA Norte              | Altamira                         | 12 de febrero | 18:00 |
| Loros de Colima     | 2 - 0 | Guerreros Acapulco     | Olímpico Universitario de Colima | 12 de febrero | 19:00 |
| Dorados UACH        | 3 - 3 | Bravos                 | Olímpico UACH                    | 12 de febrero | 19:00 |
| Vaqueros de Ixtlán  | 1 - 0 | Tecamachalco           | U.D. Roberto Gómez Reyes         | 12 de febrero | 20:00 |
| Unión de Curtidores | 3 - 4 | Búhos de Hermosillo    | La Martinica                     | 12 de febrero | 20:15 |
| FC Excélsior        | 0 - 1 | Pumas Naucalpan        | Centro Deportivo Soriana         | 13 de febrero | 11:00 |
| Cachorros U. de G.  | 0 - 1 | Irapuato               | Club La Primavera                | 13 de febrero | 12:00 |
| Atlético San Juan   | 0 - 1 | Ocelotes UNACH         | Unidad Deportiva Maquío          | 13 de febrero | 15:00 |
| Dorados Los Mochis  | 1 - 0 | Salamanca              | Centenario LM                    | 13 de febrero | 15:00 |
| Delfines Los Cabos  | 0 - 2 | Real Saltillo Soccer   | U.D. Los Cangrejos               | 13 de febrero | 15:00 |
| Zorros de Reynosa   | 1 - 0 | Cuautitlán             | Unidad Deportiva Solidaridad     | 13 de febrero | 15:20 |
| Atlético Tapatío    | 1 - 5 | América Manzanillo     | Arreola                          | 13 de febrero | 16:00 |
| Toros de Zacatecas  | 0 - 3 | Universidad del Fútbol | Francisco Villa                  | 13 de febrero | 16:00 |
| Celaya FC           | 0 - 0 | Potros UAEM            | Miguel Alemán Valdés             | 13 de febrero | 17:00 |
| Deportivo Guamúchil | 0 - 0 | Cruz Azul Jasso        | Coloso del Dique                 | 13 de febrero | 20:00 |
| Tampico Madero      | 1 - 1 | Inter Playa            | Tamaulipas                       | 14 de febrero | 15:00 |
| La Piedad           | 2 - 1 | Orizaba                | Juan N. López                    | 14 de febrero | 16:00 |

| Tecamachalco           | 2 - 1 | América Manzanillo  | Neza 86                      | 26 de marzo | 14:00 |
| Altamira FC            | 5 - 1 | Atlético Tapatío    | Altamira                     | 26 de marzo | 18:00 |
| Unión de Curtidores    | 0 - 1 | Deportivo Guamúchil | La Martinica                 | 26 de marzo | 20:15 |
| Guerreros Acapulco     | 2 - 0 | Atlético San Juan   | Unidad Deportiva Acapulco    | 26 de marzo | 21:00 |
| Potros UAEM            | 5 - 0 | Zorros de Reynosa   | Alberto "Chivo" Córdoba      | 27 de marzo | 11:00 |
| Cruz Azul Jasso        | 2 - 2 | Loros de Colima     | 10 de diciembre              | 27 de marzo | 11:00 |
| FC Excélsior           | 1 - 2 | Cachorros U. de G.  | Centro Deportivo Soriana     | 27 de marzo | 11:00 |
| ECA Norte              | 0 - 2 | Tampico Madero      | Mariano Matamoros            | 27 de marzo | 15:00 |
| Inter Playa            | 1 - 0 | Irapuato            | Mario Villanueva Madrid      | 27 de marzo | 15:00 |
| Real Saltillo Soccer   | 0 - 0 | Dorados UACH        | Olímpico Francisco I. Madero | 27 de marzo | 15:30 |
| Pumas Naucalpan        | 2 - 0 | Vaqueros de Ixtlán  | Centenario                   | 27 de marzo | 16:00 |
| Toros de Zacatecas     | 0 - 0 | Querétaro "B"       | Francisco Villa              | 27 de marzo | 16:00 |
| Celaya FC              | 3 - 1 | Dorados Los Mochis  | Miguel Alemán Valdés         | 27 de marzo | 17:00 |
| Orizaba                | 2 - 0 | Bravos              | EMSA                         | 28 de marzo | 12:00 |
| Universidad del Fútbol | 1 - 0 | Delfines Los Cabos  | Hidalgo                      | 28 de marzo | 12:00 |
| TR Córdoba             | 2 - 1 | Salamanca           | Rafael Murillo Vidal         | 28 de marzo | 12:30 |
| Cuautitlán             | 0 - 2 | Chivas Rayadas      | Los Pinos                    | 28 de marzo | 15:00 |
| La Piedad              | 2 - 2 | Búhos de Hermosillo | Juan N. López                | 28 de marzo | 16:00 |

## Tabla de promedios
| Posición | Equipo                      | Puntos | Juegos | Cociente |
| -------- | --------------------------- | ------ | ------ | -------- |
| 1.       | Universidad del Fútbol      | 70     | 26     | 2.6923   |
| 2.       | Altamira FC                 | 71     | 29     | 2.4482   |
| 3.       | Dorados de Los Mochis       | 55     | 26     | 2.1153   |
| 4.       | Loros Universidad de Colima | 55     | 26     | 2.1153   |
| 5.       | Potros de la UAEM           | 54     | 26     | 2.0769   |
| 6.       | Celaya FC                   | 58     | 29     | 2.0000   |
| 7.       | América Manzanillo          | 51     | 26     | 1.9615   |
| 8.       | Chivas Rayadas              | 50     | 26     | 1.9230   |
| 9.       | Búhos de Hermosillo         | 50     | 26     | 1.9230   |
| 10.      | Bravos                      | 49     | 29     | 1.8846   |
| 11.      | Tiburones Rojos de Córdoba  | 48     | 26     | 1.8461   |
| 12.      | Cruz Azul Jasso             | 53     | 29     | 1.8275   |
| 13.      | La Piedad                   | 51     | 29     | 1.7586   |
| 14.      | Real Saltillo Soccer        | 45     | 29     | 1.7307   |
| 15.      | Dorados Fuerza UACH         | 43     | 26     | 1.6538   |
| 16.      | Inter Playa del Carmen      | 42     | 26     | 1.6153   |
| 17.      | Tecamachalco                | 41     | 26     | 1.5769   |
| 18.      | Vaqueros                    | 41     | 26     | 1.5769   |
| 19.      | Unión de Curtidores         | 39     | 29     | 1.5000   |
| 20.      | Tampico Madero              | 39     | 29     | 1.5000   |
| 21.      | Guerreros                   | 38     | 26     | 1.4615   |
| 22.      | Pumas Naucalpan             | 38     | 26     | 1.4615   |
| 23.      | Albinegros de Orizaba       | 38     | 26     | 1.4615   |
| 24.      | Ocelotes UNACH              | 38     | 26     | 1.4615   |
| 25.      | Deportivo Guamúchil         | 37     | 26     | 1.4230   |
| 26.      | Cachorros de la U. de G.    | 35     | 26     | 1.3461   |
| 27.      | Irapuato FC                 | 37     | 29     | 1.2758   |
| 28.      | Querétaro B                 | 36     | 29     | 1.2413   |
| 29.      | Delfines de Los Cabos       | 31     | 26     | 1.1923   |
| 30.      | Atlético Tapatío            | 26     | 26     | 1.0000   |
| 31.      | ECA Norte                   | 23     | 26     | 0.8846   |
| 32.      | Petroleros de Salamanca     | 23     | 29     | 0.7931   |
| 33.      | Toros de Zacatecas          | 19     | 26     | 0.7307   |
| 34.      | Zorros de Reynosa           | 18     | 26     | 0.6923   |
| 35.      | Atlético San Juan           | 20     | 29     | 0.6896   |
| 36.      | Cuautitlán                  | 16     | 26     | 0.6153   |
| 37.      | FC Excélsior                | 15     | 29     | 0.5172   |

     Asciende a la Liga de Ascenso.
     Descienden a la Liga de Nuevos Talentos. Pero permanecen en la Liga Premier de Ascenso por motivos administrativos

## Liguilla
|  | Octavos de final                                 | Octavos de final                                 | Octavos de final                                 |                        |   | Cuartos de final                              | Cuartos de final                              | Cuartos de final                              |  |  | Semifinales                                | Semifinales                                | Semifinales                                |  |  | Final                                | Final                                | Final                                |
|  | 21 y 22 de abril (ida) 24 y 25 de abril (vuelta) | 21 y 22 de abril (ida) 24 y 25 de abril (vuelta) | 21 y 22 de abril (ida) 24 y 25 de abril (vuelta) |                        |   | 28 y 29 de abril (ida) 1 y 2 de mayo (vuelta) | 28 y 29 de abril (ida) 1 y 2 de mayo (vuelta) | 28 y 29 de abril (ida) 1 y 2 de mayo (vuelta) |  |  | 5 y 6 de mayo (ida) 8 y 9 de mayo (vuelta) | 5 y 6 de mayo (ida) 8 y 9 de mayo (vuelta) | 5 y 6 de mayo (ida) 8 y 9 de mayo (vuelta) |  |  | 13 de mayo (ida) 16 de mayo (vuelta) | 13 de mayo (ida) 16 de mayo (vuelta) | 13 de mayo (ida) 16 de mayo (vuelta) |
|  |                                                  |                                                  |                                                  |                        |   |                                               |                                               |                                               |  |  |                                            |                                            |                                            |  |  |                                      |                                      |                                      |
|  |                                                  |                                                  |                                                  |                        |   |                                               |                                               |                                               |  |  |                                            |                                            |                                            |  |  |                                      |                                      |                                      |
|  |                                                  |                                                  |                                                  |                        |   |                                               |                                               |                                               |  |  |                                            |                                            |                                            |  |  |                                      |                                      |                                      |
|  | Universidad del Fútbol                           | 2                                                | 6                                                |                        |   |                                               |                                               |                                               |  |  |                                            |                                            |                                            |  |  |                                      |                                      |                                      |
|  | Universidad del Fútbol                           | 2                                                | 6                                                |                        |   |                                               |                                               |                                               |  |  |                                            |                                            |                                            |  |  |                                      |                                      |                                      |
|  | Irapuato F.C.                                    | 1                                                | 1                                                |                        |   |                                               |                                               |                                               |  |  |                                            |                                            |                                            |  |  |                                      |                                      |                                      |
|  | Irapuato F.C.                                    | 1                                                | 1                                                | Universidad del Fútbol | 3 | 4                                             |                                               |                                               |  |  |                                            |                                            |                                            |  |  |                                      |                                      |                                      |
|  |                                                  |                                                  |                                                  |                        | 3 | 4                                             |                                               |                                               |  |  |                                            |                                            |                                            |  |  |                                      |                                      |                                      |
|  |                                                  | Delfines                                         | 1                                                | 0                      |   |                                               |                                               |                                               |  |  |                                            |                                            |                                            |  |  |                                      |                                      |                                      |
|  | Altamira F.C.                                    | Delfines                                         | 1                                                | 0                      | 1 | 0                                             |                                               |                                               |  |  |                                            |                                            |                                            |  |  |                                      |                                      |                                      |
|  | Altamira F.C.                                    |                                                  |                                                  |                        | 1 | 0                                             |                                               |                                               |  |  |                                            |                                            |                                            |  |  |                                      |                                      |                                      |
|  | Delfines                                         | 4                                                | 2                                                |                        |   |                                               |                                               |                                               |  |  |                                            |                                            |                                            |  |  |                                      |                                      |                                      |
|  | Delfines                                         | 4                                                | 2                                                | Universidad del Fútbol | 1 | 2                                             |                                               |                                               |  |  |                                            |                                            |                                            |  |  |                                      |                                      |                                      |
|  |                                                  |                                                  |                                                  |                        | 1 | 2                                             |                                               |                                               |  |  |                                            |                                            |                                            |  |  |                                      |                                      |                                      |
|  |                                                  | Celaya F.C.                                      | 0                                                | 2                      |   |                                               |                                               |                                               |  |  |                                            |                                            |                                            |  |  |                                      |                                      |                                      |
|  | Potros UAEM                                      | Celaya F.C.                                      | 0                                                | 2                      | 0 | 1                                             |                                               |                                               |  |  |                                            |                                            |                                            |  |  |                                      |                                      |                                      |
|  | Potros UAEM                                      |                                                  |                                                  |                        | 0 | 1                                             |                                               |                                               |  |  |                                            |                                            |                                            |  |  |                                      |                                      |                                      |
|  | Cruz Azul Jasso                                  | 0                                                | 0                                                |                        |   |                                               |                                               |                                               |  |  |                                            |                                            |                                            |  |  |                                      |                                      |                                      |
|  | Cruz Azul Jasso                                  | 0                                                | 0                                                | Potros UAEM            | 1 | 1                                             |                                               |                                               |  |  |                                            |                                            |                                            |  |  |                                      |                                      |                                      |
|  |                                                  |                                                  |                                                  |                        | 1 | 1                                             |                                               |                                               |  |  |                                            |                                            |                                            |  |  |                                      |                                      |                                      |
|  |                                                  | Celaya F.C.                                      | 2                                                | 1                      |   |                                               |                                               |                                               |  |  |                                            |                                            |                                            |  |  |                                      |                                      |                                      |
|  | Dorados Mochis                                   | Celaya F.C.                                      | 2                                                | 1                      | 0 | 3                                             |                                               |                                               |  |  |                                            |                                            |                                            |  |  |                                      |                                      |                                      |
|  | Dorados Mochis                                   |                                                  |                                                  |                        | 0 | 3                                             |                                               |                                               |  |  |                                            |                                            |                                            |  |  |                                      |                                      |                                      |
|  | Celaya F.C.                                      | 2                                                | 2                                                |                        |   |                                               |                                               |                                               |  |  |                                            |                                            |                                            |  |  |                                      |                                      |                                      |
|  | Celaya F.C.                                      | 2                                                | 2                                                | Universidad del Fútbol | 2 | 2                                             |                                               |                                               |  |  |                                            |                                            |                                            |  |  |                                      |                                      |                                      |
|  |                                                  |                                                  |                                                  |                        | 2 | 2                                             |                                               |                                               |  |  |                                            |                                            |                                            |  |  |                                      |                                      |                                      |
|  |                                                  | Chivas Rayadas                                   | 1                                                | 1                      |   |                                               |                                               |                                               |  |  |                                            |                                            |                                            |  |  |                                      |                                      |                                      |
|  | Loros U. de Colima                               | Chivas Rayadas                                   | 1                                                | 1                      | 0 | 3                                             |                                               |                                               |  |  |                                            |                                            |                                            |  |  |                                      |                                      |                                      |
|  | Loros U. de Colima                               |                                                  |                                                  |                        | 0 | 3                                             |                                               |                                               |  |  |                                            |                                            |                                            |  |  |                                      |                                      |                                      |
|  | Bravos                                           | 0                                                | 0                                                |                        |   |                                               |                                               |                                               |  |  |                                            |                                            |                                            |  |  |                                      |                                      |                                      |
|  | Bravos                                           | 0                                                | 0                                                | Loros U. de Colima     | 1 | 2                                             |                                               |                                               |  |  |                                            |                                            |                                            |  |  |                                      |                                      |                                      |
|  |                                                  |                                                  |                                                  |                        | 1 | 2                                             |                                               |                                               |  |  |                                            |                                            |                                            |  |  |                                      |                                      |                                      |
|  |                                                  | Orizaba                                          | 1                                                | 1                      |   |                                               |                                               |                                               |  |  |                                            |                                            |                                            |  |  |                                      |                                      |                                      |
|  | La Piedad                                        | Orizaba                                          | 1                                                | 1                      | 0 | 1                                             |                                               |                                               |  |  |                                            |                                            |                                            |  |  |                                      |                                      |                                      |
|  | La Piedad                                        |                                                  |                                                  |                        | 0 | 1                                             |                                               |                                               |  |  |                                            |                                            |                                            |  |  |                                      |                                      |                                      |
|  | Orizaba                                          | 1                                                | 1                                                |                        |   |                                               |                                               |                                               |  |  |                                            |                                            |                                            |  |  |                                      |                                      |                                      |
|  | Orizaba                                          | 1                                                | 1                                                | Loros U. de Colima     | 0 | 1                                             |                                               |                                               |  |  |                                            |                                            |                                            |  |  |                                      |                                      |                                      |
|  |                                                  |                                                  |                                                  |                        | 0 | 1                                             |                                               |                                               |  |  |                                            |                                            |                                            |  |  |                                      |                                      |                                      |
|  |                                                  | Chivas Rayadas                                   | 2                                                | 2                      |   |                                               |                                               |                                               |  |  |                                            |                                            |                                            |  |  |                                      |                                      |                                      |
|  | Búhos Hermosillo                                 | Chivas Rayadas                                   | 2                                                | 2                      | 6 | 2                                             |                                               |                                               |  |  |                                            |                                            |                                            |  |  |                                      |                                      |                                      |
|  | Búhos Hermosillo                                 |                                                  |                                                  |                        | 6 | 2                                             |                                               |                                               |  |  |                                            |                                            |                                            |  |  |                                      |                                      |                                      |
|  | Ocelotes UNACH                                   | 3                                                | 0                                                |                        |   |                                               |                                               |                                               |  |  |                                            |                                            |                                            |  |  |                                      |                                      |                                      |
|  | Ocelotes UNACH                                   | 3                                                | 0                                                | Búhos Hermosillo       | 0 | 1                                             |                                               |                                               |  |  |                                            |                                            |                                            |  |  |                                      |                                      |                                      |
|  |                                                  |                                                  |                                                  |                        | 0 | 1                                             |                                               |                                               |  |  |                                            |                                            |                                            |  |  |                                      |                                      |                                      |
|  |                                                  | Chivas Rayadas                                   | 2                                                | 0                      |   |                                               |                                               |                                               |  |  |                                            |                                            |                                            |  |  |                                      |                                      |                                      |
|  | TR Córdoba                                       | Chivas Rayadas                                   | 2                                                | 0                      | 0 | 1                                             |                                               |                                               |  |  |                                            |                                            |                                            |  |  |                                      |                                      |                                      |
|  | TR Córdoba                                       |                                                  |                                                  |                        | 0 | 1                                             |                                               |                                               |  |  |                                            |                                            |                                            |  |  |                                      |                                      |                                      |
|  | Chivas Rayadas                                   | 3                                                | 2                                                |                        |   |                                               |                                               |                                               |  |  |                                            |                                            |                                            |  |  |                                      |                                      |                                      |

### Octavos de final
| 22 de abril de 2010, 17:30 (UTC -5) | Irapuato F.C. | 1:2 (0:1) | Universidad del Fútbol       | Estadio Sergio León Chávez, Irapuato, Guanajuato                 |                                                                  |
|                                     | C. León 51'   | Reporte   | 20' E. Cruz · 75' L. Sánchez | Asistencia: 2 000 espectadores Árbitro(s): Fernando Torrez López | Asistencia: 2 000 espectadores Árbitro(s): Fernando Torrez López |

| 25 de abril de 2010, 12:00 (UTC -5)                          | Universidad del Fútbol                                     | 6:1 (3:0) (Global 8:2) | Irapuato F.C. | Estadio Hidalgo, Pachuca, Hidalgo                                   |                                                                     |
|                                                              | E. Cruz 7', 47' · M. Morales 20' · F. Cortés 37', 50', 77' | Reporte                | 51' C. León   | Asistencia: 200 espectadores Árbitro(s): Baruch Absalón Castellanos | Asistencia: 200 espectadores Árbitro(s): Baruch Absalón Castellanos |
| Universidad del Fútbol avanzó a Cuartos de Final. Global 8-2 |                                                            |                        |               |                                                                     |                                                                     |

| 21 de abril de 2010, 15:00 (UTC -6) | Delfines Los Cabos                                   | 4:1 (3:0) | Altamira F.C.    | Unidad Deportiva Los Cangrejos, Cabo San Lucas, Baja California Sur |                                                                     |
|                                     | O. López 19', 40' · J. Maturín 27' · J. Martínez 79' | Reporte   | 46' O. Fernández | Asistencia: 2 000 espectadores Árbitro(s): Jorge Luis Delgado Salas | Asistencia: 2 000 espectadores Árbitro(s): Jorge Luis Delgado Salas |

| 24 de abril de 2010, 15:00 (UTC -5)                      | Altamira F.C.                     | 2:0 (2:0) (Global 3:4) | Delfines Los Cabos | Estadio Altamira, Altamira, Tamaulipas                                        |                                                                               |
|                                                          | E. Vázquez 15' · O. Fernández 33' | Reporte                |                    | Asistencia: 3 000 espectadores Árbitro(s): Óscar Alejandro Aguilar Villanueva | Asistencia: 3 000 espectadores Árbitro(s): Óscar Alejandro Aguilar Villanueva |
| Delfines Los Cabos avanzó a Cuartos de Final. Global 3-4 |                                   |                        |                    |                                                                               |                                                                               |

| 21 de abril de 2010, 16:00 (UTC -5) | Cruz Azul Jasso | 0:0     | Potros UAEM | Estadio 10 de diciembre, Ciudad Cooperativa Cruz Azul, Hidalgo   |                                                                  |
|                                     |                 | Reporte |             | Asistencia: 300 espectadores Árbitro(s): José Luis Muñoz Pantoja | Asistencia: 300 espectadores Árbitro(s): José Luis Muñoz Pantoja |

| 24 de abril de 2010, 16:00 (UTC -5)               | Potros UAEM     | 1:0 (0:0) (Global 1:0) | Cruz Azul Jasso | Estadio Universitario Alberto "Chivo" Córdoba, Toluca, Estado de México |                                                                   |
|                                                   | N. Casillas 47' | Reporte                |                 | Asistencia: 300 espectadores Árbitro(s): Jesús Bisguerra Mendiola       | Asistencia: 300 espectadores Árbitro(s): Jesús Bisguerra Mendiola |
| Potros UAEM avanzó a Cuartos de Final. Global 1-0 |                 |                        |                 |                                                                         |                                                                   |

| 21 de abril de 2010, 20:15 (UTC -5) | Celaya F.C.                      | 2:0 (1:0) | Dorados Mochis | Estadio Miguel Alemán Valdés, Celaya, Guanajuato                         |                                                                          |
|                                     | J. Hernández 11' · R. García 76' | Reporte   |                | Asistencia: 2 000 espectadores Árbitro(s): Reinhold Enrique Ortíz Tienda | Asistencia: 2 000 espectadores Árbitro(s): Reinhold Enrique Ortíz Tienda |

| 24 de abril de 2010, 17:00 (UTC -6)          | Dorados Mochis                                        | 3:2 (1:0, 0:1) (t. s.)(Global 3:4) | Celaya F.C.                       | Estadio Centenario LM, Los Mochis, Sinaloa                          |                                                                     |
|                                              | J. Valenzuela 32' · V. Arredondo 48' · E. Alarcón 85' | Reporte                            | 90+4' H. Leyva · 99' J. Hernández | Asistencia: 300 espectadores Árbitro(s): Luis Miguel Tapia González | Asistencia: 300 espectadores Árbitro(s): Luis Miguel Tapia González |
| Celaya avanzó a Cuartos de Final. Global 3-4 |                                                       |                                    |                                   |                                                                     |                                                                     |

| 21 de abril de 2010, 20:15 (UTC -5) | Bravos | 0:0     | Loros U. de Colima | Unidad Deportiva Benito Juárez, Nuevo Laredo, Tamaulipas           |                                                                    |
|                                     |        | Reporte |                    | Asistencia: 1 500 espectadores Árbitro(s): Osvaldo Hernández Cobos | Asistencia: 1 500 espectadores Árbitro(s): Osvaldo Hernández Cobos |

| 24 de abril de 2010, 20:00 (UTC -5)                      | Loros U. de Colima                              | 3:0 (0:0) (Global 3:0) | Bravos | Estadio Olímpico Universitario de Colima, Colima, Colima      |                                                               |
|                                                          | M. Piñón 52' · A. Sánchez 69' · S. Vizcarra 85' | Reporte                |        | Asistencia: 1 500 espectadores Árbitro(s): Ángel Monroy Bello | Asistencia: 1 500 espectadores Árbitro(s): Ángel Monroy Bello |
| Loros U. de Colima avanzó a Cuartos de Final. Global 3-0 |                                                 |                        |        |                                                               |                                                               |

| 22 de abril de 2010, 15:00 (UTC -5) | Orizaba        | 1:0 (0:0) | La Piedad | Estadio Socum, Orizaba, Veracruz                                      |                                                                       |
|                                     | J. Treviño 60' | Reporte   |           | Asistencia: 1 000 espectadores Árbitro(s): Mauricio Martínez Figueroa | Asistencia: 1 000 espectadores Árbitro(s): Mauricio Martínez Figueroa |

| 25 de abril de 2010, 16:00 (UTC -5)           | La Piedad    | 1:1 (1:0, 0:1) (Global 1:2) | Orizaba     | Estadio Juan Nepomuceno López, La Piedad, Michoacán          |                                                              |
|                                               | A. López 35' | Reporte                     | 99' A. Ruíz | Asistencia: 1 000 espectadores Árbitro(s): Uriel Olvera Ríos | Asistencia: 1 000 espectadores Árbitro(s): Uriel Olvera Ríos |
| Orizaba avanzó a Cuartos de Final. Global 1-2 |              |                             |             |                                                              |                                                              |

| 21 de abril de 2010, 15:00 (UTC -5) | Ocelotes UNACH                                  | 3:6 (1:2) | Búhos Hermosillo                                                                     | Estadio Olímpico de Tapachula, Tapachula, Chiapas                |                                                                  |
|                                     | A. Silva 44' · W. Natarén 82' · E. Marini 90+1' | Reporte   | 15' N. Hernández · 20', 52' R. López · 65' V. Ruíz · 85' R. Escalante · 87' J. Silva | Asistencia: 700 espectadores Árbitro(s): Leonardo Mijangos Luján | Asistencia: 700 espectadores Árbitro(s): Leonardo Mijangos Luján |

| 24 de abril de 2010, 20:00 (UTC -7)                       | Búhos Hermosillo            | 2:0 (0:0) (Global 8:3) | Ocelotes UNACH | Estadio Héroe de Nacozari, Hermosillo, Sonora                        |                                                                      |
|                                                           | C. Mexia 75' · J. Silva 87' | Reporte                |                | Asistencia: 500 espectadores Árbitro(s): Saúl Fernando Orozco Nájera | Asistencia: 500 espectadores Árbitro(s): Saúl Fernando Orozco Nájera |
| Búhos de Hermosillo avanzó a Cuartos de Final. Global 8-3 |                             |                        |                |                                                                      |                                                                      |

| 22 de abril de 2010, 16:00 (UTC -5) | Chivas Rayadas                                    | 3:0 (2:0) | TR Córdoba | Instalaciones de Verde Valle, Zapopan, Jalisco                            |                                                                           |
|                                     | J. Sánchez 24' · A. Ramírez 41' · J. Cárdenas 60' | Reporte   |            | Asistencia: 200 espectadores Árbitro(s): José de Jesús Rodríguez Calderón | Asistencia: 200 espectadores Árbitro(s): José de Jesús Rodríguez Calderón |

| 25 de abril de 2010, 12:00 (UTC -5)                  | TR Córdoba        | 1:2 (1:1) (Global 1:5) | Chivas Rayadas                  | Estadio Rafael Murillo Vidal, Córdoba, Veracruz                 |                                                                 |
|                                                      | J. Echevarría 23' | Reporte                | 1' M. Nieblas · 60' J. Cárdenas | Asistencia: 400 espectadores Árbitro(s): Eduardo Galván Basulto | Asistencia: 400 espectadores Árbitro(s): Eduardo Galván Basulto |
| Chivas Rayadas avanzó a Cuartos de Final. Global 1-5 |                   |                        |                                 |                                                                 |                                                                 |

### Cuartos de final
| 29 de abril de 2010, 15:00 (UTC -6) | Delfines Los Cabos | 1:3 (0:2) | Universidad del Fútbol | Unidad Deportiva Los Cangrejos, Cabo San Lucas, Baja California Sur       |                                                                           |
|                                     | O. López 46'       | Reporte   | 7', 19', 65' F. Cortés | Asistencia: 1 800 espectadores Árbitro(s): José Alejandro Arana Domínguez | Asistencia: 1 800 espectadores Árbitro(s): José Alejandro Arana Domínguez |

| 2 de mayo de 2010, 12:00 (UTC -5)                       | Universidad del Fútbol              | 4:0 (3:0) (Global 7:1) | Delfines Los Cabos | Estadio Hidalgo, Pachuca, Hidalgo                             |                                                               |
|                                                         | F. Cortés 2' · E. Cruz 8', 33', 57' | Reporte                |                    | Asistencia: 200 espectadores Árbitro(s): Israel Perea Vázquez | Asistencia: 200 espectadores Árbitro(s): Israel Perea Vázquez |
| Universidad del Fútbol avanzó a Semifinales. Global 7-1 |                                     |                        |                    |                                                               |                                                               |

| 28 de abril de 2010, 20:15 (UTC -5) | Celaya F.C.                     | 2:1 (1:0) | Potros UAEM  | Estadio Miguel Alemán Valdés, Celaya, Guanajuato                            |                                                                             |
|                                     | C. Ramos 42' · J. Hernández 52' | Reporte   | 69' E. Félix | Asistencia: 4 000 espectadores Árbitro(s): Oscar Bernardo Villagómez Gurría | Asistencia: 4 000 espectadores Árbitro(s): Oscar Bernardo Villagómez Gurría |

| 1 de mayo de 2010, 16:00 (UTC -5)       | Potros UAEM  | 1:1 (0:0, 0:1) (t. s.)(Global 2:3) | Celaya F.C.     | Estadio Universitario Alberto "Chivo" Córdoba, Toluca, Estado de México |                                                            |
|                                         | C. Reyes 86' | Reporte                            | 99' C. Castillo | Asistencia: 300 espectadores Árbitro(s): Uriel Olvera Ríos              | Asistencia: 300 espectadores Árbitro(s): Uriel Olvera Ríos |
| Celaya avanzó a Semifinales. Global 2-3 |              |                                    |                 |                                                                         |                                                            |

| 28 de abril de 2010, 15:00 (UTC -5) | Orizaba     | 1:1 (0:1) | Loros U. de Colima | Estadio Socum, Orizaba, Veracruz                                       |                                                                        |
|                                     | A. Ruíz 65' | Reporte   | 4' M. Piñón        | Asistencia: 1 000 espectadores Árbitro(s): Jorge Alberto Díaz González | Asistencia: 1 000 espectadores Árbitro(s): Jorge Alberto Díaz González |

| 1 de mayo de 2010, 20:00 (UTC -5)                   | Loros U. de Colima                      | 2:1 (0:1) (Global 3:2) | Orizaba      | Estadio Olímpico Universitario de Colima, Colima, Colima          |                                                                   |
|                                                     | E. García de León 48' · S. Vizcarra 85' | Reporte                | 30' S. Piñán | Asistencia: 2 500 espectadores Árbitro(s): Eduardo Galván Basulto | Asistencia: 2 500 espectadores Árbitro(s): Eduardo Galván Basulto |
| Loros U. de Colima avanzó a Semifinales. Global 3-2 |                                         |                        |              |                                                                   |                                                                   |

| 28 de abril de 2010, 16:00 (UTC -5) | Chivas Rayadas                   | 2:0 (0:0) | Búhos Hermosillo | Instalaciones de Verde Valle, Zapopan, Jalisco                    |                                                                   |
|                                     | A. Ramírez 64' · A. Gallardo 67' | Reporte   |                  | Asistencia: 100 espectadores Árbitro(s): Jesús Bisguerra Mendiola | Asistencia: 100 espectadores Árbitro(s): Jesús Bisguerra Mendiola |

| 1 de mayo de 2010, 20:00 (UTC -7)               | Búhos Hermosillo | 1:0 (0:0) (Global 1:2) | Chivas Rayadas | Estadio Héroe de Nacozari, Hermosillo, Sonora                    |                                                                  |
|                                                 | R. López 54'     | Reporte                |                | Asistencia: 700 espectadores Árbitro(s): Adrián Jiménez Enríquez | Asistencia: 700 espectadores Árbitro(s): Adrián Jiménez Enríquez |
| Chivas Rayadas avanzó a Semifinales. Global 1-2 |                  |                        |                |                                                                  |                                                                  |

### Semifinales
| 6 de mayo de 2010, 20:15 (UTC -5) | Celaya F.C. | 0:1 (0:1) | Universidad del Fútbol | Estadio Miguel Alemán Valdés, Celaya, Guanajuato             |                                                              |
|                                   |             | Reporte   | 32' E. Cruz            | Asistencia: 7 000 espectadores Árbitro(s): Oscar Macías Romo | Asistencia: 7 000 espectadores Árbitro(s): Oscar Macías Romo |

| 9 de mayo de 2010, 12:00 (UTC -5)                    | Universidad del Fútbol     | 2:2 (2:2) (Global 3:2) | Celaya F.C.       | Estadio Hidalgo, Pachuca, Hidalgo                                        |                                                                          |
|                                                      | W. Díaz 12' · V. Mañón 28' | Reporte                | 21', 42' H. Leyva | Asistencia: 1 000 espectadores Árbitro(s): César Arturo Ramos Palazuelos | Asistencia: 1 000 espectadores Árbitro(s): César Arturo Ramos Palazuelos |
| Universidad del Fútbol avanzó a la Final. Global 1-2 |                            |                        |                   |                                                                          |                                                                          |

| 5 de mayo de 2010, 16:00 (UTC -5) | Chivas Rayadas                   | 2:0 (1:0) | Loros U. de Colima | Instalaciones de Verde Valle, Zapopan, Jalisco                       |                                                                      |
|                                   | A. Ramírez 44' · S. Sandoval 49' | Reporte   |                    | Asistencia: 800 espectadores Árbitro(s): Jorge Alberto Díaz González | Asistencia: 800 espectadores Árbitro(s): Jorge Alberto Díaz González |

| 8 de mayo de 2010, 20:00 (UTC -5)            | Loros U. de Colima              | 2:1 (1:1) (Global 2:3) | Chivas Rayadas  | Estadio Olímpico Universitario de Colima, Colima, Colima                 |                                                                          |
|                                              | E. Castro 1' · C. Contreras 75' | Reporte                | 37' J. Cárdenas | Asistencia: 5 000 espectadores Árbitro(s): Reinhold Enrique Ortíz Tienda | Asistencia: 5 000 espectadores Árbitro(s): Reinhold Enrique Ortíz Tienda |
| Chivas Rayadas avanzó a la Final. Global 2-3 |                                 |                        |                 |                                                                          |                                                                          |

### Final
| 13 de mayo de 2010, 16:00 (UTC -5) | Chivas Rayadas | 1:2 (1:1) | Universidad del Fútbol            | Instalaciones de Verde Valle, Zapopan, Jalisco                     |                                                                    |
|                                    | M. Nieblas 2'  | Reporte   | 25' V. Mañón · 54' Héctor Herrera | Asistencia: 200 espectadores Árbitro(s): Víctor Bisguerra Mendiola | Asistencia: 200 espectadores Árbitro(s): Víctor Bisguerra Mendiola |

| 16 de mayo de 2010, 14:00 (UTC -5)                                      | Universidad del Fútbol      | 2:1 (1:0) (Global 4:2) | Chivas Rayadas   | Estadio Hidalgo, Pachuca, Hidalgo                                     |                                                                       |
|                                                                         | E. Cruz 25' · F. Cortés 72' | Reporte                | 49' G. Gutiérrez | Asistencia: 1 500 espectadores Árbitro(s): Jorge Isaac Rojas Castillo | Asistencia: 1 500 espectadores Árbitro(s): Jorge Isaac Rojas Castillo |
| Universidad del Fútbol campeón del Torneo Bicentenario 2010. Global 4-2 |                             |                        |                  |                                                                       |                                                                       |

|                                           |
| Universidad del Fútbol Campeón 2º título. |